# Castello di Menaggio
Il castello di Menaggio era una struttura militare situata nella parte alta del comune di Menaggio, in provincia di Como.

## Storia e descrizione
Un'altura a strapiombo sul torrente Sinagra ospita i resti del castello di Menaggio, più volte citato nelle opere dello storico Paolo Giovio.

Alcuni studiosi ipotizzano un'origine legata a una concessione feudale del 934 da parte di Ugo di Provenza a favore del milanese Gerardo Castelli, sicché l'impianto originale del castello dovrebbe risalire con alta probabilità al X secolo.

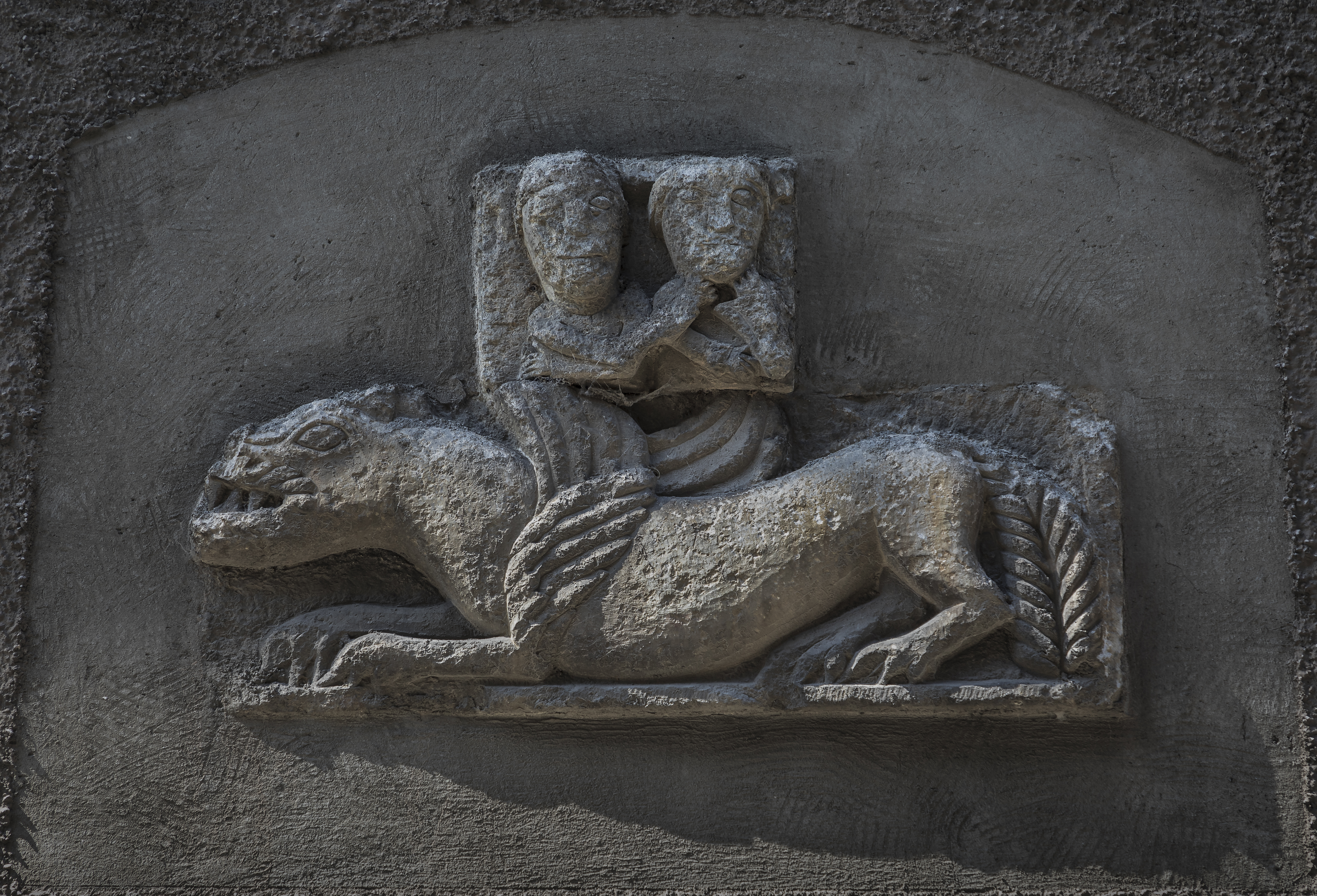
Bassorilievo medievale

Ad ogni modo, l'esistenza del castello è attestata nel XII secolo, quando Menaggio si schierò al fianco di Milano nella guerra decennale contro il comune di Como. Furono proprio i comaschi, nel 1124, a sferrare un attacco al castello. A partire dallo stesso secolo, il castello sarebbe stato dotato di quattro torri angolari e avrebbe cinto il borgo tramite un sistema di mura che arrivava fino in riva al lago.
A partire dal 1516 i Grigioni della Repubblica delle Tre Leghe attaccarono più volte il castello; dopo aver messo a ferro e fuoco tutto il paese di Menaggio anche nel 1518, i Grigioni riuscirono nei loro intenti di conquista solo nel 1523, anno in cui la fortezza fu espugnata e danneggiata.  Ebbe così inizio un periodo di abbandono che, nel 1620, culminò con la definitiva demolizione del castello. Eccezion fatta per una parentesi tra l'inizio del XVII secolo e il 1776 in cui il castello appartenne al referendario di Como - un tal Cinzio Calvi, che sulle rovine fece costruire la chiesa di San Carlo - la proprietà del complesso fortificato fu sempre della famiglia Castelli.

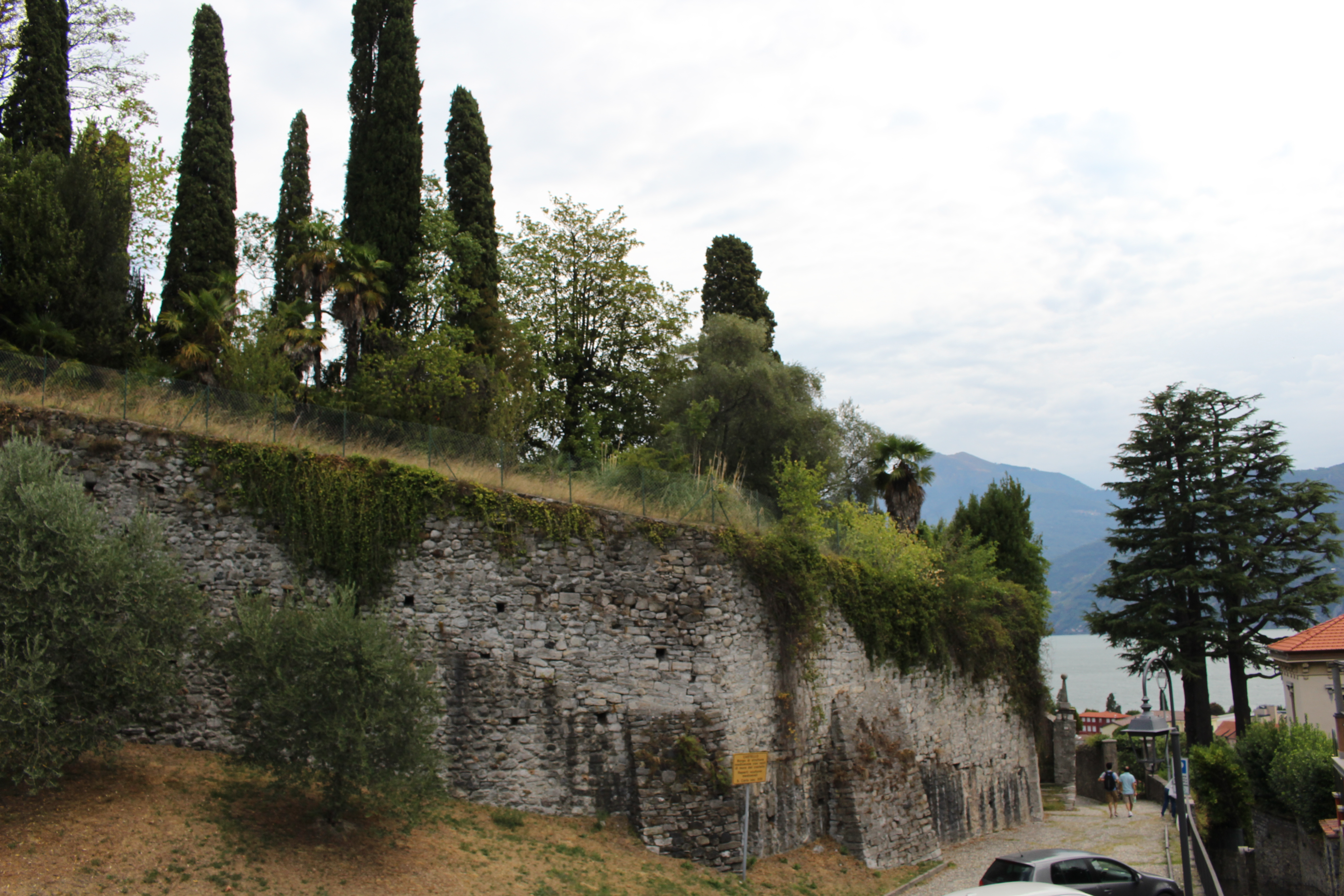
Resti del muro di cinta

Del complesso del castello rimangono oggi i resti dell'ingresso (con buona probabilità situato nell'attuale Largo Fossato) e della cinta muraria, oltre a due bassorilievi murati all'esterno di rispettive abitazioni nei pressi della chiesa di San Carlo.